# Madonna della Mela
La Madonna della Mela è un'opera in terracotta attribuita a Donatello o a Luca della Robbia e conservata nel Museo Bardini a Firenze. Misura 90x64 cm ed è databile al primo quarto del Quattrocento.
Dall'inventario del museo si sa solo che Stefano Bardini la annotò come proveniente da Scarperia.
L'attribuzione è stata molto discussa e si sono fatti i nomi anche di Jacopo della Quercia e Luca della Robbia. Bardini la attribuiva a Lorenzo Ghiberti, mentre De Nicola la riteneva opera sicura di Nanni di Banco.
Kreutheimer la associò ad altre Madonne di ambito donatelliano, come la Madonna Kress alla National Gallery di Washington, lo stucco di Sant'Andrea a Siena e la Madonna con Bambino del County Museum di Los Angeles.
Oggi in genere viene collocata tra i lavori autografi di Donatello nati per la committenza privata e collocata vicino a opere quali il San Giovanni Evangelista per la facciata del Duomo di Firenze o il San Ludovico di Tolosa.